# اندیس دربید
دربید یک اندیس غیرفلزی است که در حوالی شهر اردکان استان یزد قرار دارد و مادهٔ معدنی موجود در آن، باریت است.